# Układ z Schengen
     Państwa członkowskie strefy Schengen
     Przepisy szczególne ruchu bezwizowego (układ z Schengen, OCT lub inne)
     Bezwizowy wjazd do strefy Schengen przez okres 90 dni
     Wiza jest wymagana dla wjazdu
     Wiza wymagana do tranzytu przez państwa Schengen

System wizowy przy wjeździe do strefy Schengen
Państwa członkowskie strefy Schengen
Przepisy szczególne ruchu bezwizowego (układ z Schengen, OCT lub inne)
Bezwizowy wjazd do strefy Schengen przez okres 90 dni
Wiza jest wymagana dla wjazdu
Wiza wymagana do tranzytu przez państwa Schengen

Członkowie układu z Schengen i lata przystąpienia

Wzór oznakowania polskich granic wewnętrznych strefy Schengen

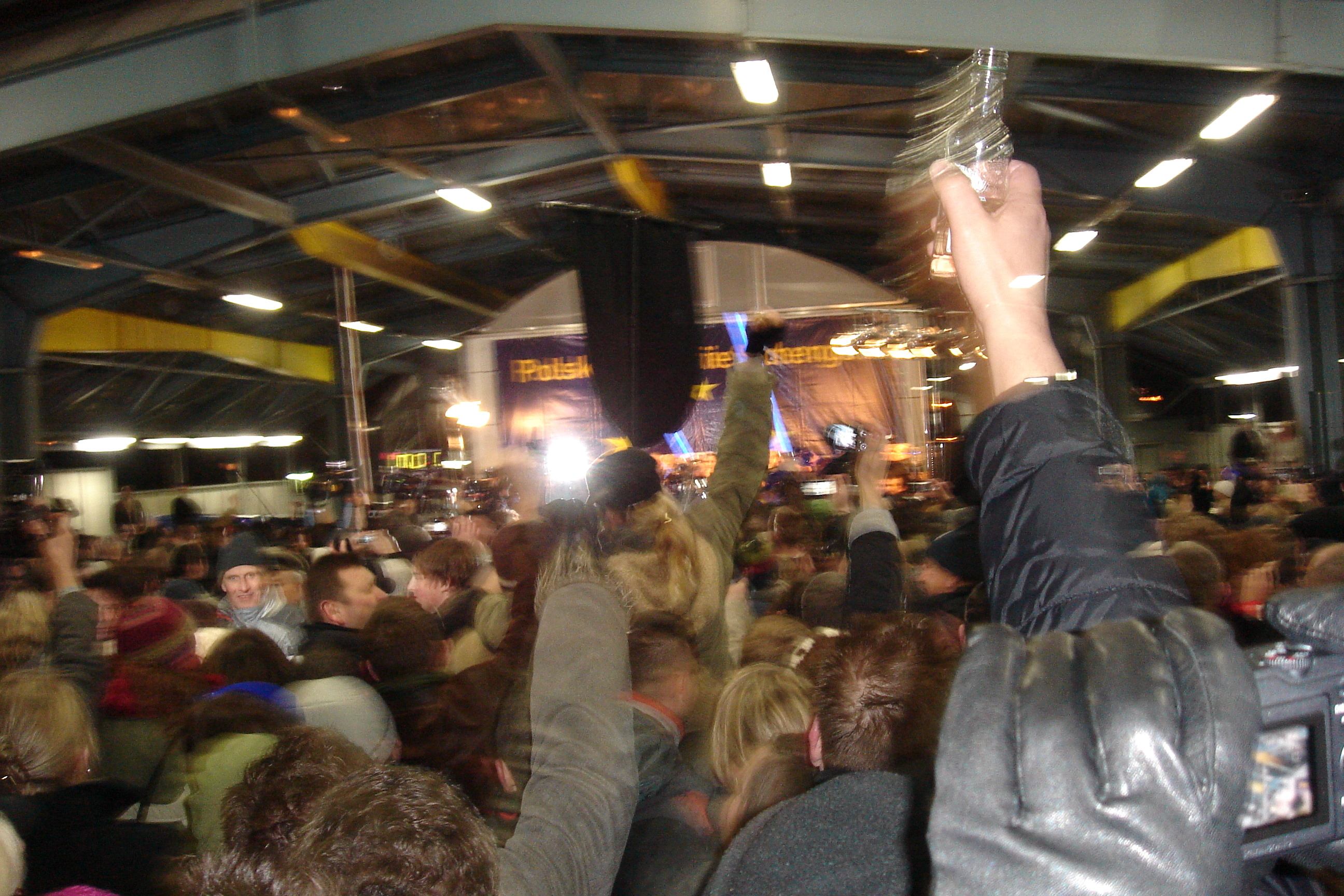
Moment przystąpienia Polski do strefy Schengen (Słubice/Frankfurt)

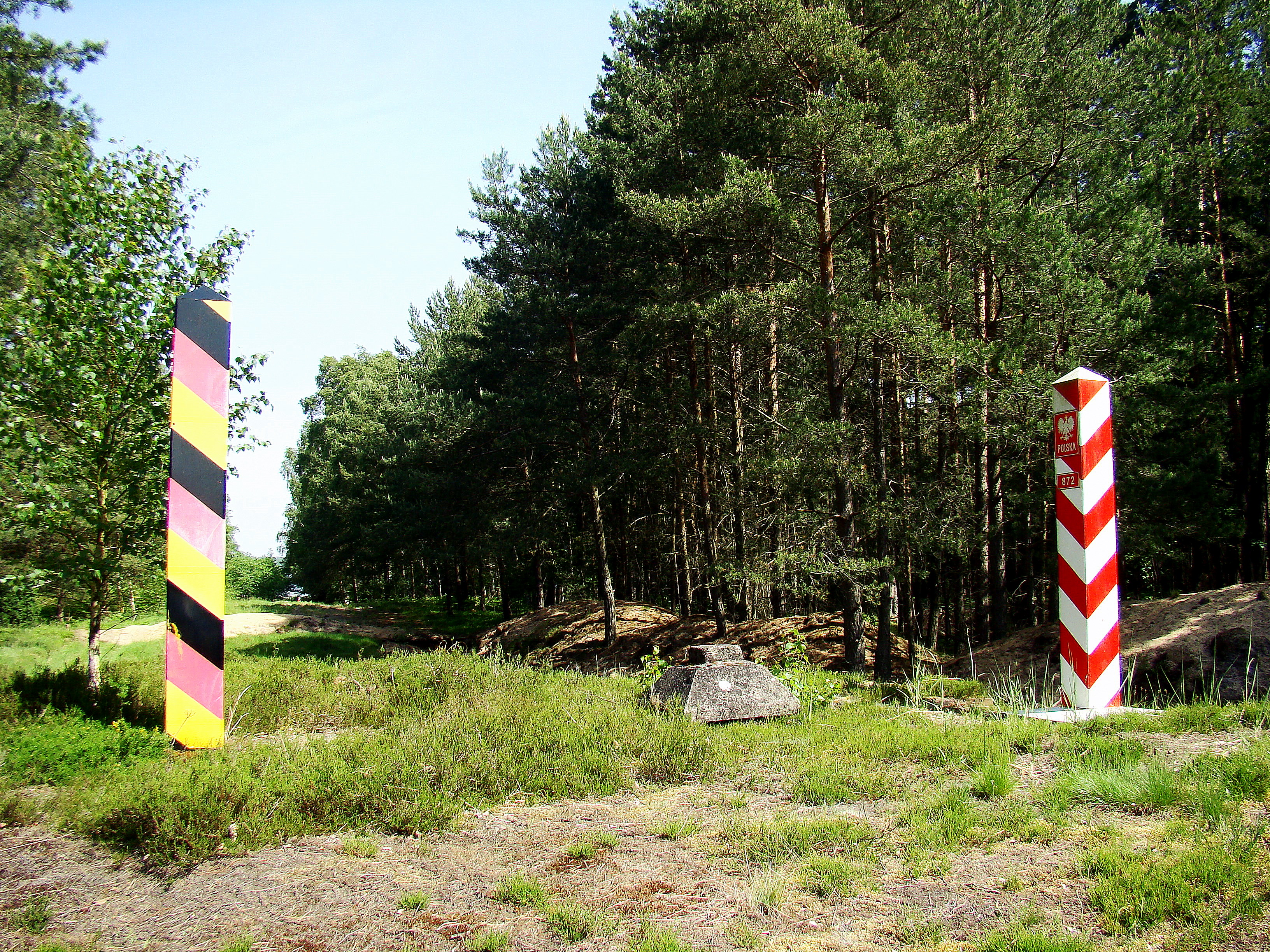
Znaki graniczne i niepilnowana granica (układ z Schengen pozwala przekraczać ją w dowolnym miejscu)

Układ z Schengen – porozumienie z 1985 znoszące kontrole na granicach wewnętrznych państw sygnatariuszy.
Porozumienie zostało zawarte 14 czerwca 1985 roku w miejscowości Schengen w Luksemburgu. Jego stronami jest 29 państw (25 państw członkowskich Unii Europejskiej, Islandia, Norwegia, Szwajcaria i Liechtenstein, stan na styczeń 2025).

## Historia
13 lipca 1984 roku RFN i Francja zawarły umowę z Saarbrücken. Była to dwustronna umowa w sprawie ułatwiania obywatelom obu państw przekraczania wspólnej granicy. Umowa ta dotyczyła jedynie kontroli na drogowych przejściach granicznych. Umową z Saarbrücken zainteresowały się kraje Beneluksu, mające już doświadczenie w funkcjonowaniu unii paszportowej. Wykorzystano więc część rozwiązań z Saarbrücken i zawarto nową umowę. W dniu 14 czerwca 1985 w miejscowości Schengen podpisano porozumienie o stopniowym znoszeniu kontroli na wspólnych granicach (tzw. Schengen I) między krajami Unii Gospodarczej Beneluksu, Francją i Niemcami. Umowa ta została zawarta poza wspólnotowym porządkiem prawnym.
Od 1986 wprowadzono zwykłą kontrolę wzrokową na granicy dokonywaną w stosunku do pojazdów przekraczających ją ze zmniejszoną prędkością. Natomiast 26 marca 1995 całkowicie zniesiono kontrolę na granicach. W 1995 roku na mocy układu z 1990 roku również Hiszpania i Portugalia stały się pełnoprawnymi członkami Grupy. Włochy, Grecja, Austria oraz pięć krajów nordyckich (Dania, Finlandia, Szwecja, Norwegia, Islandia) uzyskały wówczas status obserwatorów.
W Polsce Pełnomocnik Rządu do Spraw Przygotowania Organów Administracji Państwowej do Współpracy z Systemem Informacyjnym Schengen i Systemem Informacji Wizowej został ustanowiony już rozporządzeniem Rady Ministrów z dnia 20 grudnia 2004 (Dz.U. z 2004 r. nr 281, poz. 2788). Rządowy projekt ustawy o udziale Rzeczypospolitej Polskiej w Systemie Informacyjnym Schengen oraz Systemie Informacji Wizowej wpłynął do Sejmu 5 lipca 2007 jako druk sejmowy nr 1934. Projekt dotyczył uporządkowania i uzupełnienia w niezbędnym zakresie podstaw prawnych dotyczących uczestnictwa Polski w Systemie Informacyjnym Schengen (SIS) i Wizowym Systemie Informacyjnym (VIS), ustalenia w odpowiedni sposób kompetencji poszczególnych organów w zakresie wprowadzania i udostępniania danych SIS i VIS. Nad projektem pracowała Komisja Administracji i Spraw Wewnętrznych. Na posiedzeniu nr 46 V kadencji Sejm uchwalił ustawę z dnia 24 sierpnia 2007 r. o udziale Rzeczypospolitej Polskiej w Systemie Informacyjnym Schengen oraz Systemie Informacji Wizowej (Dz.U. z 2019 r. poz. 1844). 401 posłów było za, 29 przeciw, 8 wstrzymało się. Senat nie wniósł poprawek. 7 września 2007 Prezydent Rzeczypospolitej Polskiej podpisał ustawę. Ustawa realizuje decyzję Rady 2004/512/WE z dnia 8 czerwca 2004 r. w sprawie ustanowienia Wizowego Systemu Informacyjnego (VIS) (Dz. Urz. UE L 213 z 15.06.2004, s. 5–7 (CELEX: 32004D0512)) i inne. Zgodnie z art. 46 ustawy i decyzją Rady Rzeczpospolita Polska weszła do układu z Schengen 21 grudnia 2007.
W 2011 rozpoczęły się prace nad modyfikacją układu, która dałaby możliwość pozwolenia państwom członkowskim na okresowe przywrócenie kontroli na ich granicach wewnętrznych.

## Opis
Układ jest otwarty dla wszystkich członków Unii Europejskiej. Wynikająca z niego swoboda przepływu osób wewnątrz tzw. strefy Schengen dotyczy nie tylko obywateli państw będących jego sygnatariuszami, ale wszystkich osób wszelkiej narodowości i o dowolnym obywatelstwie, które przekraczają granice wewnętrzne na obszarze objętym porozumieniem.
Do układu z Schengen należy, wg stanu na styczeń 2025 r., 25 państw Unii Europejskiej, a także Islandia i Norwegia, wchodzące w skład Związku Paszportowego Krajów Nordyckich, oraz Szwajcaria i Liechtenstein, które są z grupą z Schengen stowarzyszone.
Przyjęcie przepisów wynikających z układu z Schengen jest jednym z wymogów uzyskania członkostwa w Unii Europejskiej.
Układ ma istotne znaczenie gospodarcze. Wyeliminowanie kontroli na granicach wewnętrznych pozwala m.in. na obniżenie cen usług transportowych oraz optymalizowanie łańcuchów dostaw przez stosowanie
systemu just-in-time („zawsze na czas”), tj. bez nadmiernych zapasów i związanego z tym magazynowania. Ma on także pozytywny wpływ na skłonność do dojeżdżania do pracy w innych krajach, ruch turystyczny oraz handel przygraniczny. Bezpośrednie korzyści dla budżetów państw to m.in. brak konieczności finansowania wynagrodzeń personelu prowadzącego kontrole graniczne, utrzymania infrastruktury na granicach, a także zmniejszenie kosztów wydawania wiz.

## Państwa członkowskie układu z Schengen
strefa Schengen
     kandydaci
     kraje UE poza Schengen
| Państwo       | Data przystąpienia         | Data przystąpienia                     | Uwagi                                                                   |
| Państwo       | Lądowe przejścia graniczne | Lotnicze i morskie przejścia graniczne | Uwagi                                                                   |
| ------------- | -------------------------- | -------------------------------------- | ----------------------------------------------------------------------- |
| Austria       | 1 grudnia 1997             | 1 grudnia 1997                         |                                                                         |
| Belgia        | 26 marca 1995              | 26 marca 1995                          |                                                                         |
| Bułgaria      | 1 stycznia 2025            | 31 marca 2024                          |                                                                         |
| Chorwacja     | 1 stycznia 2023            | 26 marca 2023                          |                                                                         |
| Czechy        | 21 grudnia 2007            | 30 marca 2008                          |                                                                         |
| Dania         | 25 marca 2001              | 25 marca 2001                          | bez Grenlandii i Wysp Owczych                                           |
| Estonia       | 21 grudnia 2007            | 30 marca 2008                          |                                                                         |
| Finlandia     | 25 marca 2001              | 25 marca 2001                          |                                                                         |
| Francja       | 26 marca 1995              | 26 marca 1995                          |                                                                         |
| Grecja        | 26 marca 2000              | 26 marca 2000                          | bez terytorium Athos                                                    |
| Hiszpania     | 26 marca 1995              | 26 marca 1995                          |                                                                         |
| Holandia      | 26 marca 1995              | 26 marca 1995                          |                                                                         |
| Islandia      | 25 marca 2001              | 25 marca 2001                          | nie jest członkiem UE                                                   |
| Liechtenstein | 19 grudnia 2011            | brak na terytorium państwa             | nie jest członkiem UE                                                   |
| Litwa         | 21 grudnia 2007            | 30 marca 2008                          |                                                                         |
| Luksemburg    | 26 marca 1995              | 26 marca 1995                          |                                                                         |
| Łotwa         | 21 grudnia 2007            | 30 marca 2008                          |                                                                         |
| Malta         | 21 grudnia 2007            | 30 marca 2008                          |                                                                         |
| Monako        | 26 marca 1995              | 26 marca 1995                          | nie jest członkiem UE, formalnie nie należy, otwarta granica z Francją  |
| Niemcy        | 26 marca 1995              | 26 marca 1995                          |                                                                         |
| Norwegia      | 25 marca 2001              | 25 marca 2001                          | bez Spitsbergenu i Wyspy Niedźwiedziej; nie jest członkiem UE           |
| Polska        | 21 grudnia 2007            | 30 marca 2008                          |                                                                         |
| Portugalia    | 26 marca 1995              | 26 marca 1995                          |                                                                         |
| Rumunia       | 1 stycznia 2025            | 31 marca 2024                          |                                                                         |
| San Marino    | 26 października 1997       | 26 października 1997                   | nie jest członkiem UE, formalnie nie należy, otwarta granica z Włochami |
| Słowacja      | 21 grudnia 2007            | 30 marca 2008                          |                                                                         |
| Słowenia      | 21 grudnia 2007            | 30 marca 2008                          |                                                                         |
| Szwajcaria    | 12 grudnia 2008            | 29 marca 2009                          | nie jest członkiem UE                                                   |
| Szwecja       | 25 marca 2001              | 25 marca 2001                          |                                                                         |
| Watykan       | 26 października 1997       | 26 października 1997                   | nie jest członkiem UE, formalnie nie należy, otwarta granica z Włochami |
| Węgry         | 21 grudnia 2007            | 30 marca 2008                          |                                                                         |
| Włochy        | 26 października 1997       | 26 października 1997                   |                                                                         |

## Państwa kandydujące do strefy Schengen
- Cypr

## Tymczasowe przywrócenia kontroli granicznej

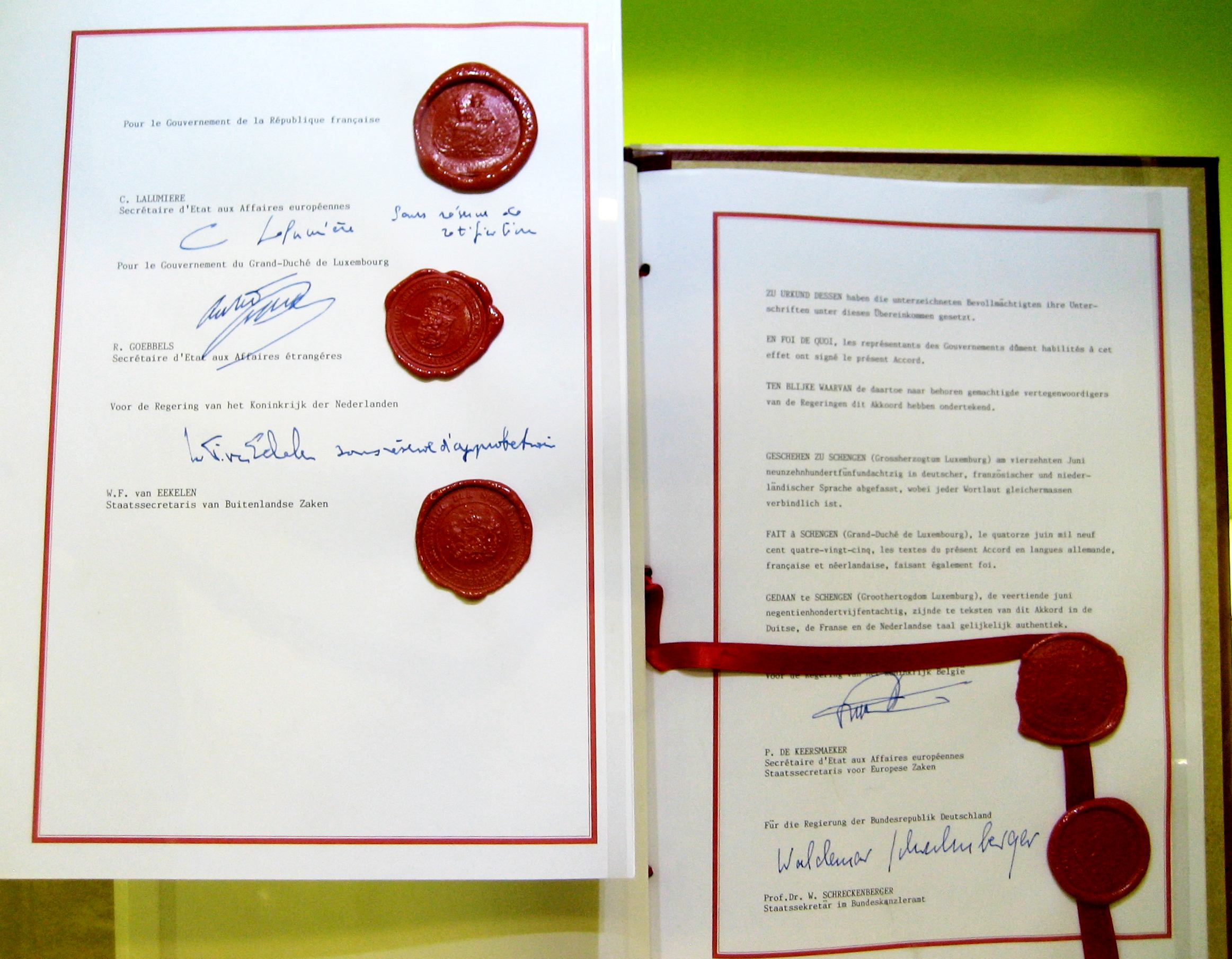
Podpisy pod umową z Schengen

Kontrola na granicach wewnętrznych jest tymczasowo przywracana w sytuacjach zagrożenia bezpieczeństwa i porządku publicznego, co wynika z art. 23 układu z Schengen.